# 마르빈 플라텐하르트
마르빈 플라텐하르트(Marvin Plattenhardt, 1992년 1월 26일 ~ )는 독일의 전 축구 선수이다.
2018년 6월 4일 플라텐하르트는 러시아 월드컵 독일 축구 국가대표팀 최종명단에 선발되었다.